# Стяг

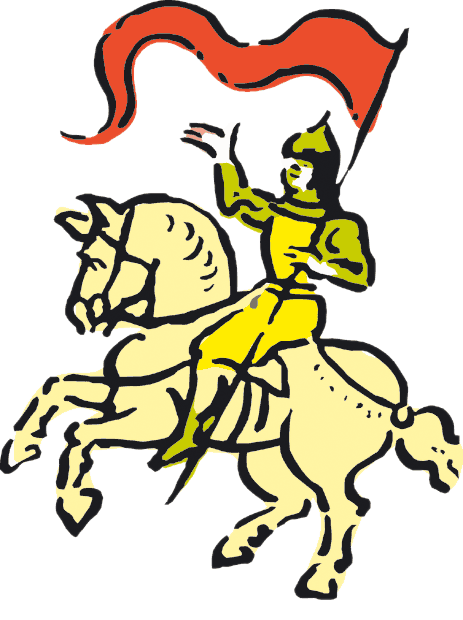
Вершник з червоним стягом

Стяг — назва давньоруських розпізнавально-бойових прапорів. Здебільшого стяги мали вигляд видовжених трикутників і їх використовували для сигналізації й управління боєм. На відміну від корогви, був спільним для кількох полків.
Слово «стяг» вважається запозиченням з германських мов: пор. дав.-ісл. stǫng («древко», «жердина»), давн-англ. steng («жердина», «кіл», звідки й «стеньга»), дав.-в.-нім. і дав.-н.-нім. stanga (так само). Висловлювалася і думка про питомо слов'янське походження слова: від прасл. *stogъ («стіг», «жердина», «стожар»), а також від дієслова «стягатися» — бо біля стяга збиралися в єдному місці («стягалися») для подальших військових дій.

## Історія
Стяг надавав орієнтацію на полі бою бійцям одного підрозділу, що при однакових обладунках не було легкою справою. Так, у битві на Руті кияни мало не вбили свого князя Ізяслава Мстиславича, прийнявши його за Ольговича. Той же Ізяслав у битві під Теребовлею виставив захоплені галицькі стяги і галицькі дружинники, які поверталися після переслідування волинських полків, потрапили в руки киян.
На мініатюрах у літописах можна побачити розмаїття стягів: і видовжені трикутні полотнища, прикріплені до древка, прямокутні прапори і прапори з косицями. Ратища могли бути без навершів, зі списоподібним навершям, з навершям у вигляді китиці конського волосу, схожим на бунчук (чолкою стяговою).

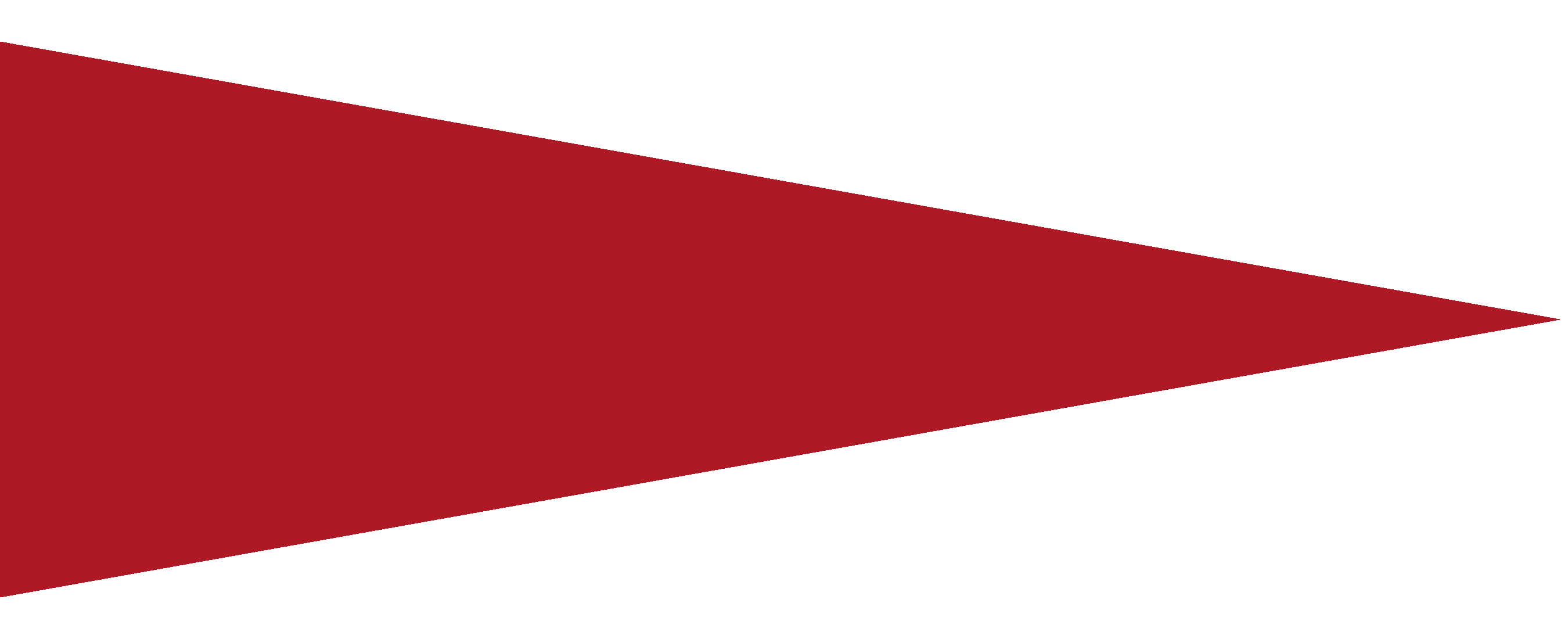
Реконструкція давньоруського стяга

Княжі стяги відрізнялися один від одного й уможливлювали визначити розташування окремих дружин на полі битви. Слово також означало військовий підрозділ (аналогічно пізнішому «корогва»), у «Повісті временних літ» в описі подій 1096 року термін вжито саме в цьому значенні: И приидоша на манастырь Печерьскый, намъ сущимъ по кѣльямъ почивающимъ по заутрени, и кликоша около манастыря и поставиша  ҃В стяга предъ вороты манастырьскыми.
У «Слові о полку Ігоревім» стяг згадується поряд з іншими інсигніями: Чрьленъ стягь, бѣла хорюговь, чрьлена чолка, сребрено стружïе храброму Святьславличю.